# Pietro Leggiadri Gallani
Pietro Andrea Leggiadri Gallani (Parma, 25 settembre 1762 – Parma, 7 novembre 1825) è stato un politico e militare italiano maire di Parma nel 1809..

## Biografia
Pietro nacque a Parma il 25 settembre 1762 da Paolo Leggiadri Gallani e Maria Fiorenza Vedrotti.
Dopo numerosi viaggi in Europa, intraprese la carriera militare, venendo nominato nel 1783 ufficiale delle Guardie ducali e nel 1788 cavallerizzo di campo del duca Ferdinando di Borbone.
Nel 1790 acquistò dal conte Giuseppe Camuti, in cambio di alcune terre a Ronchetti di San Secondo, il feudo di Belvedere, che gli valse il titolo comitale.
Pietro sposò il 9 settembre 1806 la contessa Amalia Simonetta, dalla quale ebbe cinque figli: Tullo, Paolo, Giuseppe, Adelaide e Teresa.
Ricevette vari incarichi già in epoca napoleonica, tra cui le nomine a maire di Parma nel 1809 e podestà di Parma tra il 1814 e il 1815. Fu anche rettore dell'Accademia di belle arti di Parma e presidente onorario dell'Università degli Studi di Parma.
Morì a Parma nel 1825.